# Liste der Baudenkmäler in Weigenheim
Auf dieser Seite sind die Baudenkmäler in der mittelfränkischen Gemeinde Weigenheim zusammengestellt. Diese Tabelle ist eine Teilliste der Liste der Baudenkmäler in Bayern. Grundlage ist die Bayerische Denkmalliste, die auf Basis des Bayerischen Denkmalschutzgesetzes vom 1. Oktober 1973 erstmals erstellt wurde und seither durch das Bayerische Landesamt für Denkmalpflege geführt wird. Die folgenden Angaben ersetzen nicht die rechtsverbindliche Auskunft der Denkmalschutzbehörde.
 Diese Liste gibt den Fortschreibungsstand vom 22. November 2021 wieder und enthält 33 Baudenkmäler.

## Baudenkmäler nach Gemeindeteilen

### Weigenheim
| Lage                            | Objekt                                         | Beschreibung | Akten-Nr.     | Bild           |
| ------------------------------- | ---------------------------------------------- | --- | ------------- | -------------- |
| Hauptstraße 26 (Standort)       | Gasthaus zum Adler                             | Zweigeschossiger Satteldachbau mit Fachwerkobergeschoss in der Hauptfassade und am Ostgiebel mit Mannfiguren, Andreaskreuzen und Zierfeldern, Erdgeschossgiebelwände aus Kalksteinquadern, Sandsteinrahmungen, 17. Jahrhundert                                                                                             | D-5-75-179-1  | weitere Bilder |
| Hohenlandsberger Weg (Standort) | Burgstall Hohenlandsberg                       | Burg neu errichtet 1511–24, zerstört 1554, erhaltene Reste sind der Außenwall, der Trockengraben, der Mauerwall, welcher im Norden bastionsartig vorspringt, der Haupteingang, die Kasematten und Grundmauern | D-5-75-179-5  | weitere Bilder |
| Kirchplatz 1 (Standort)         | Pfarrhaus                                      | Zweigeschossiger Halbwalmdachbau mit massiver Westwand aus Kalksteinmauerwerk, Sandsteinrahmungen, im Kern 1712, teils erneuert 1951/52 | D-5-75-179-2  | weitere Bilder |
| Kirchplatz 7 (Standort)         | Evangelisch-lutherische Pfarrkirche St. Martin | Klassizistischer Satteldachbau, darauf hoher steinerner viereckiger Dachreiter mit Pyramidendach, mit vorgelagerter Freitreppe, hohem Rundbogenportal, Hausteinrahmungen, Eckquaderung und hölzernem Dach- und Giebelgesims, nach Plänen von Franz Brockhardt 1828–32, wiederaufgebaut nach Brand 1945–50; mit Ausstattung | D-5-75-179-3  | weitere Bilder |
| Nähe Kirchplatz (Standort)      | Grabmal der Anna Barbara Schmidt               | Grabplatte aus Sandstein mit wappentragendem Engelsputto und Girlande, zweite Hälfte 18. Jahrhundert, gusseisernes Kreuz, 1854 | D-5-75-179-37 | weitere Bilder |
| Nähe Kirchplatz (Standort)      | Grabmal des Hans Düll                          | Historistische Stele mit Kreuz aus Carraramarmor, 1916 | D-5-75-179-37 | weitere Bilder |
| Mönchstraße 9 (Standort)        | Ehemalige Synagoge                             | Umfassungsmauern aus großen Bruchsteinquadern mit Eckquaderung mit maurischen Rahmungen und Bauinschrift, 1847–50, moderner Umbau 1963 | D-5-75-179-36 | BW             |
| Zehntgasse 3 (Standort)         | Frackdachhaus eines ehemaligen Bauernhofes     | Mit Fachwerk an Ost- und Südwand mit Zierfeld und profilierten Gurtgesimsen am Giebel, 18. Jahrhundert | D-5-75-179-4  | weitere Bilder |

### Geckenheim
| Lage                                                                           | Objekt                                                         | Beschreibung | Akten-Nr.     | Bild           |
| ------------------------------------------------------------------------------ | -------------------------------------------------------------- | --- | ------------- | -------------- |
| Geckenheim 11 (Standort)                                                       | Ehemaliges Wohnstallhaus                                       | Zweigeschossiger Satteldachbau aus Fachwerk, mit Zahnfries an Obergeschossschwelle, bezeichnet „1684“, Ostgiebel erneuert Mitte 19. Jahrhundert | D-5-75-179-8  | weitere Bilder |
| Geckenheim 15 (Standort)                                                       | Ehemaliger Pfarrhof, ehemaliges Pfarrhaus                      | Zweigeschossiger Walmdachbau aus Fachwerk, 1662/63, östliche Erweiterung 1811 | D-5-75-179-9  | weitere Bilder |
| Geckenheim 15 (Standort)                                                       | Ehemaliger Pfarrhof, Scheune                                   | Eingeschossiger Satteldachbau aus Fachwerk, erste Hälfte 18. Jahrhundert | D-5-75-179-9  | weitere Bilder |
| Geckenheim 17 (Standort)                                                       | Schulhaus                                                      | Zweigeschossiger, verputzter Walmdachbau mit Fachwerkobergeschoss und geohrten Sandsteinrahmungen im Erdgeschoss, 1717 | D-5-75-179-10 | weitere Bilder |
| Geckenheim 19 (Standort)                                                       | Evangelisch-lutherische Pfarrkirche St. Georg                  | Verputzter Bruchsteinmauerwerksbau mit Haustein- und Putzgliederung, dreigeschossiger Ostturm mit Welscher Haube im Kern spätmittelalterlich, nördlicher eingeschossiger Sakristeianbau mit Walmdach wohl im Kern spätmittelalterlich, Turmobergeschoss 1730, Wiederaufbau 1949/50, zweigeschossiges Langhaus mit Halbwalmdach 1697, Süderweiterung und Umbau bezeichnet „1810“; mit Ausstattung | D-5-75-179-11 | weitere Bilder |
| Geckenheim 19 (Standort)                                                       | Kirchhofmauer                                                  | Nordostverlauf erhalten als hohe verputzte Mauer mit Ziegelabdeckung und Eingangsportal aus Sandstein, Westverlauf niedrige Bruchsteinmauer | D-5-75-179-11 | weitere Bilder |
| Geckenheim 21 (Standort)                                                       | Ehemaliges Frankenbergsches Amtshaus, ehemaliges Wohnstallhaus | Zweigeschossiger Schopfwalmdachbau mit Knauf und Wetterfahne, frühes 18. Jahrhundert Verkürzung um Stallzone 1958 | D-5-75-179-12 | weitere Bilder |
| Geckenheim 33 (Standort)                                                       | Ehemaliges Wohnstallhaus                                       | Eingeschossiger Satteldachbau aus Fachwerk, 18. Jahrhundert um Stallteil verkürzt später | D-5-75-179-13 | weitere Bilder |
| Geckenheim 39 (Standort)                                                       | Ehemaliges Gasthaus zum Schwarzen Adler, Wohnstallhaus         | Zweigeschossiger verputzter Fachwerkbau mit Schopfwalmdach, Nordwand und Stallteil massiv, Mitte 18. Jahrhundert, Wirtshausschild, um 1800 (derzeit im Saal eingelagert) | D-5-75-179-14 | weitere Bilder |
| Geckenheim 39 (Standort)                                                       | Fachwerkscheune                                                | Eingeschossiger Satteldachbau aus Fachwerk, zweite Hälfte 16. Jahrhundert, modern verlängert | D-5-75-179-14 | weitere Bilder |
| Geckenheim 52 (Standort)                                                       | Bauernhof, Wohnstallhaus                                       | Eingeschossiger Satteldachbau, massiv mit Eckquaderung und Fachwerkgiebel, im Kern 17./18. Jahrhundert | D-5-75-179-15 | weitere Bilder |
| Geckenheim 52 (Standort)                                                       | Bauernhof, ehemaliger Schweinestall                            | Eingeschossiger Satteldachbau über Hakengrundriss, Fachwerkbau auf Sandsteinsockel, 19. Jahrhundert | D-5-75-179-15 | weitere Bilder |
| In Geckenheim (Standort)                                                       | Friedhofsmauer                                                 | Im Südteil erhalten aus Bruchsteinmauerwerk, Pfeilerportal mit Kugelaufsatz aus Sandstein, bezeichnet „1775“ | D-5-75-179-16 | weitere Bilder |
| Ochsenleite; in der Gabelung der Straßen nach Reusch und Weigenheim (Standort) | Steinkreuz                                                     | Stark verwittert, Kalkstein, spätmittelalterlich | D-5-75-179-17 | BW             |

### Hasenmühle
| Lage                    | Objekt        | Beschreibung                                                                       | Akten-Nr.     | Bild |
| ----------------------- | ------------- | ---------------------------------------------------------------------------------- | ------------- | ---- |
| Hasenmühle 1 (Standort) | Mühlengebäude | Eingeschossiger Krüppelwalmdachbau aus Kalksteinquadermauerwerk, bezeichnet „1852“ | D-5-75-179-18 | BW   |

### Reusch
| Lage                  | Objekt                                         | Beschreibung | Akten-Nr.     | Bild                 |
| --------------------- | ---------------------------------------------- | --- | ------------- | -------------------- |
| Reusch 1 a (Standort) | Pfarrhaus                                      | Zweigeschossiger, ursprünglich verputzter Walmdachbau mit Fachwerkobergeschoss und Sandsteinrahmungen, Wappenstein aus Sandstein, bezeichnet „1560“, Haus im Kern wohl 16./17. Jahrhundert Neubau 18. Jahrhundert Fenster vergrößert im 19. Jahrhundert | D-5-75-179-20 | weitere Bilder       |
| Reusch 50 (Standort)  | Friedhofsmauer                                 | Sandsteinquadermauer mit Abdeckplatten und Eingangsportal mit rechteckigen, profilierten Sandsteinpfeilern, 18. Jahrhundert | D-5-75-179-25 | weitere Bilder       |
| Reusch 115 (Standort) | Evangelisch-lutherische Pfarrkirche St. Marien | Langhaus aus verputzten Bruchsteinmauerwerk mit Walmdach, Chor Sandsteinquaderbau mit Satteldach, polygonalem Abschluss und Strebepfeilern, im Chorwinkel Turm, rechteckiger, viergeschossiger Sandsteinquaderbau mit Gurtgesimsen und Spitzhelm, an der Langhausnordseite Treppenturm, sechseckiger Fachwerkbau mit Welscher Haube, Chor 1491–1511, Langhaus 1700–01, Treppenturm wohl 18. Jh., Erneuerung Turmobergeschoss und -dach 1948; mit Ausstattung | D-5-75-179-21 | weitere Bilder       |
| Reusch 115 (Standort) | Grabdenkmal                                    | Rechteckiger, profilierter Sandsteinpfeiler mit Ornament-Vasenaufsatz, klassizistisch, bez. 1831; vom Friedhof hierher transloziert | D-5-75-179-21 | Grabdenkmal          |
| Reusch 116 (Standort) | Ehemaliges Schulhaus                           | Zweigeschossiger Schopfwalmdachbau auf Kalksteinsockel mit Fachwerkobergeschoss, Westwand massiv, bezeichnet „1688“ | D-5-75-179-22 | Ehemaliges Schulhaus |
| Reusch 117 (Standort) | Gasthaus Schwarzer Adler                       | Zweigeschossiger Satteldachbau mit Schopf am Westgiebel, Fachwerkobergeschoss mit Andreaskreuzen, Fußstreben und halben Mann nur an Südseite erhalten, im Kern 17. Jahrhundert, Fachwerk erneuert erste Hälfte 19. Jahrhundert | D-5-75-179-23 | weitere Bilder       |
| Reusch 121 (Standort) | Wohnstallhaus                                  | Eingeschossiger Satteldachbau mit Fachwerkgiebel, 18. Jahrhundert | D-5-75-179-24 | BW                   |

### Schloß Frankenberg
| Lage | Objekt                                           | Beschreibung | Akten-Nr.     | Bild           |
| --- | ------------------------------------------------ | --- | ------------- | -------------- |
| In Schloß Frankenberg, zwischen Burg Vorderfrankenberg und Burgruine Hinterfrankenberg (Standort)                                                                 | Privatfriedhof                                   | Grabstätten, 19. bis erste Hälfte 20. Jahrhundert | D-5-75-179-26 | weitere Bilder |
| In Schloß Frankenberg, zwischen Burg Vorderfrankenberg und Burgruine Hinterfrankenberg (Standort)                                                                 | Monopteros                                       | Dorischer Ordnung auf dreistufiger Krepis mit Flachkuppel, klassizistisch, wohl erstes Viertel 19. Jahrhundert | D-5-75-179-26 | weitere Bilder |
| Lange Länge - Redleinshof - Schafwiese - Weizenäcker - Hofwiese - Schneidersklingen - Hart - Brunnleitenfeld - Drei Eichen, zwischen zwei Eichenbäumen (Standort) | Steinkreuz                                       | Lateinisches Kreuz aus Sandstein mit Wappen, bezeichnet „1719“ | D-5-75-179-33 | BW             |
| Luisenberg, am Scheinbergsee (Standort) | Wasserablass                                     | Runder Schacht und Stützmauer aus Steinquadern, um 1800; für Schloß Frankenberg | D-5-75-179-31 | BW             |
| Luisenberg (Standort) | Luisensäule                                      | Gedenkstein in Form einer Säule mit Relief einer Schriftrolle, Sandstein, Anfang 19. Jahrhundert | D-5-75-179-28 | BW             |
| Luisenberg, auf der Insel im Scheinbergsee (Standort) | Grabmal von Karl Ludwig von Pöllnitz (1758–1826) | Findling aus Muschelkalk mit Inschriftenplatte, 1826 | D-5-75-179-30 | weitere Bilder |
| Probsteiwald (Standort) | Burgruine Hinterfrankenberg                      | Reste auf Plateau erhalten von Doppelturm, Brunnen und Mauer, erbaut als vierteilige Anlage mit zwei Haupt- und zwei Vorburgen um 1200, zerstört 1462 und 1554, danach wiederaufgebaut, nach 1554 nur notdürftig, dann Zerfall, nicht mehr intakte Bauteile ab 1811 abgetragen | D-5-75-179-7  | weitere Bilder |
| Scheinberg - Platten - Dianawäldchen (Standort) | Sockel                                           | Kreisförmig dreistufig, Sandstein, evtl. ehemals für Figur (Diana?) | D-5-75-179-29 | BW             |

Burg Vorderfrankenberg
Schloß Frankenberg 1, 2: Burg Vorderfrankenberg. Aktennummer: D-5-75-179-6.
- Hauptburg (Lage), errichtet 1254–56, erneuert um 1530 und um 1590, verändert um 1720: Hauptburg, vierflügelige, einen Burghof bildende Anlage, im Norden und Westen Baulücke nach Brand im 18. Jh., Umbau der Bastei an der Stelle des Nordwestturmes zu einem Terrassengarten im 18. Jahrhundert, zweigeschossige Sandsteinquaderbauten auf hohen Sockelgeschossen, mit Walmdächern, Fledermaus- und Schleppgauben, an der Ostseite spitzbogige Tordurchfahrt mit reliefiertem Wappenstein und Zwerchhaus mit halbrunden Zinnen, der Westflügel mit zwei Zwerchhäusern, das östliche mit Zwerchhaus und halbrunden Zinnen, an drei Seiten runde Ecktürme mit Pyramidendächern, die beiden südlichen Türme mit Treppengiebeln in Form von halbrunden Zinnen, im Innenhof polygonaler Treppenhausturm mit Zeltdach, nach Plänen von Meister Hans von Pfortzen, 1526–32, Veränderungen um 1720
- Brücke (Lage), dreibogige Sandsteinquaderbrücke, von Johann David Steingruber, 1753
- Vorburg (Lage) mit Stallungen, Pförtnerwohnung und seit 1836 Kapelle, zweigeschossiger, langgestreckter Satteldachbau mit bossiertem Außenportal und zwei runden Ecktürmen an der Ostseite, der nördliche mit Welscher Haube, der südliche mit Kegeldach, im Vorhof Treppenanlage mit Begrenzungsmauer, 1592–93, Ausbau 1. Hälfte 19. Jh.
- Verwalterhaus (Lage), zweigeschossiger Walmdachbau mit genuteten Ecklisenen, Hausteinrahmungen und Dachgesims, nach Plänen von Johann David Steingruber, bezeichnet „1759“
- Graben (Lage), mit Futter- und Umfassungsmauern, spätmittelalterlich; um die Hauptburg herum
- Nutzgarten (Lage), sogenannter Gras- und Baumgarten, angelegt vor 1725

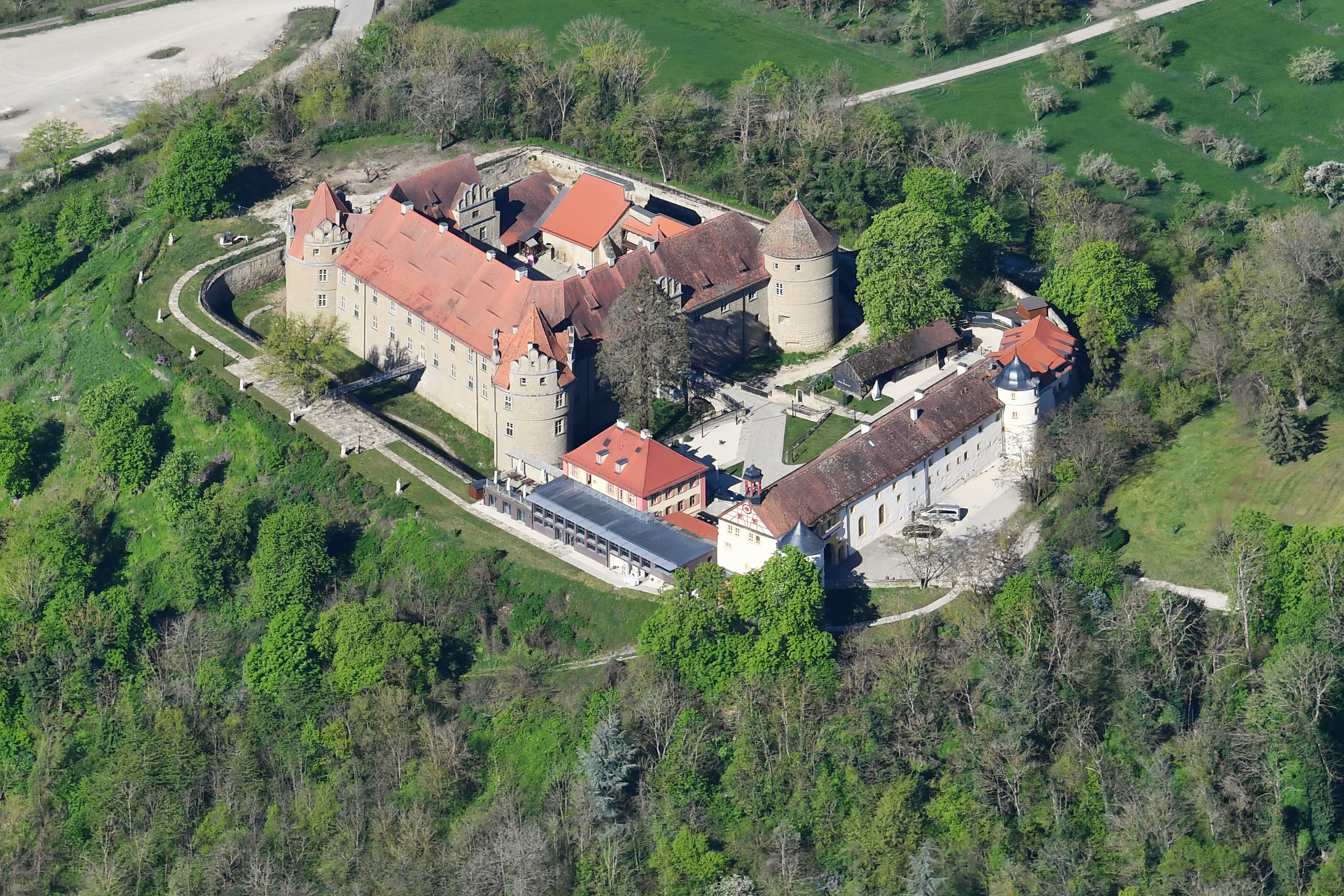
Schloss Frankenberg aus der Luft gesehen
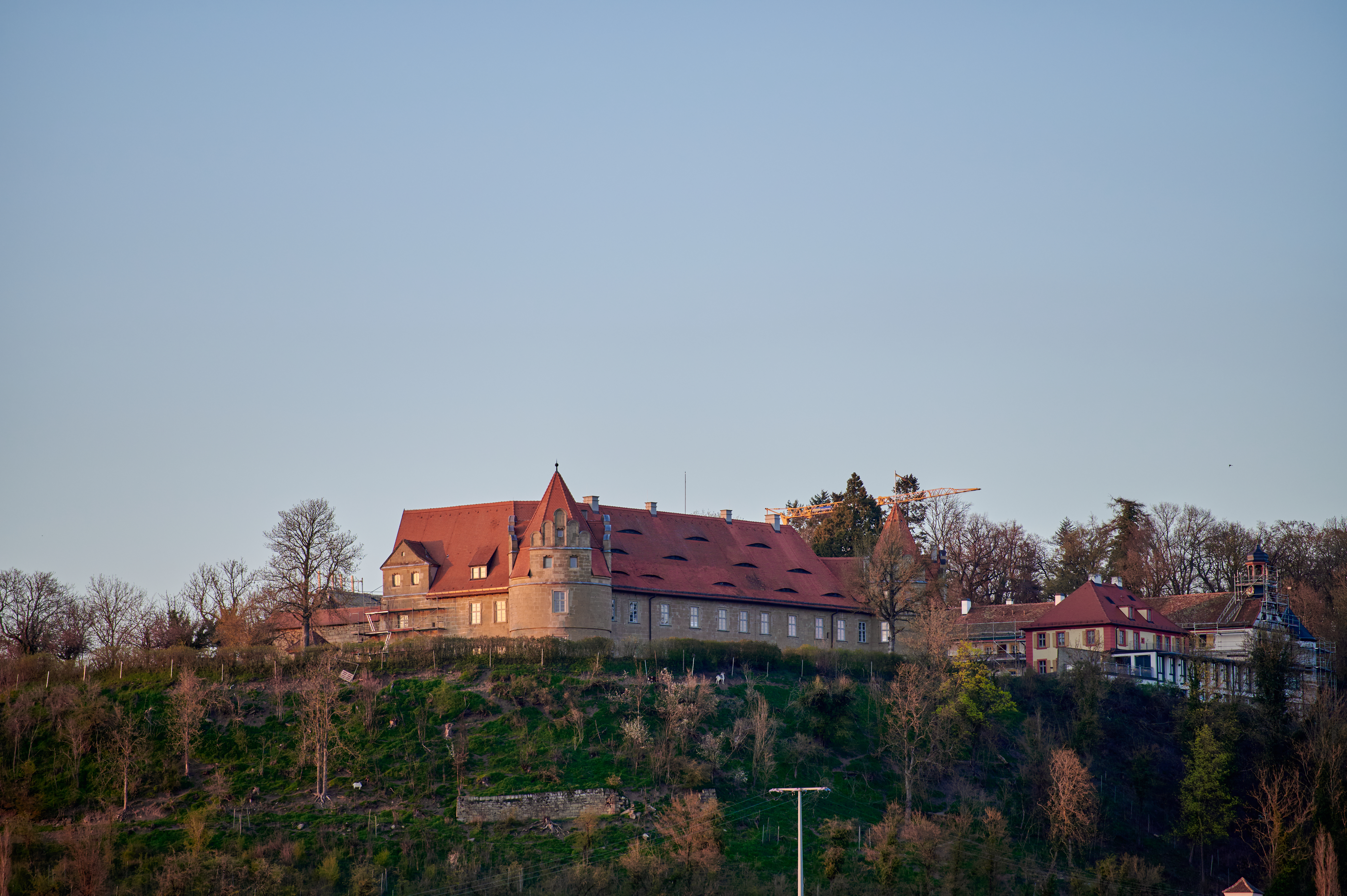
Hauptburg weitere Bilder
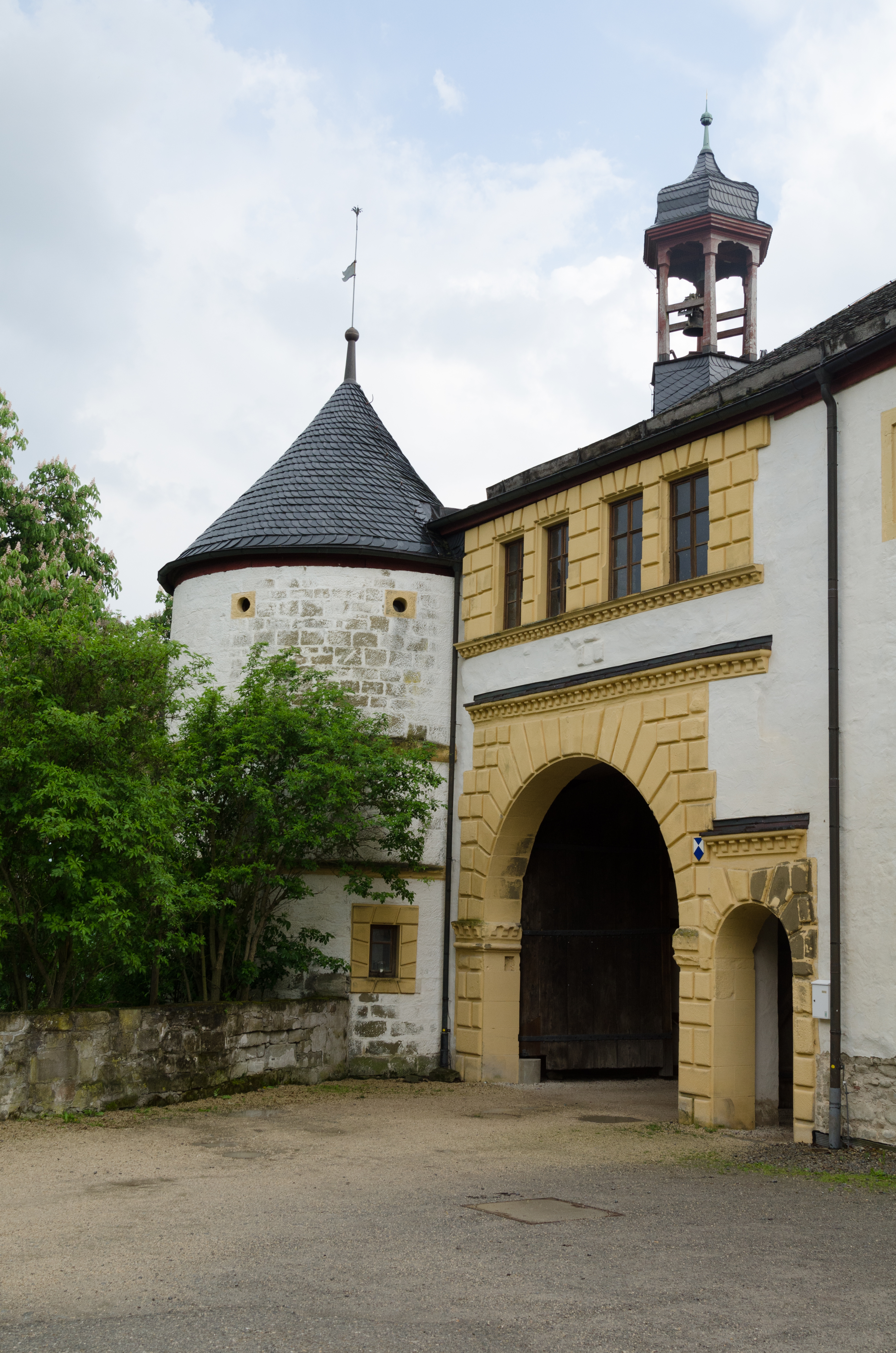
Vorburg weitere Bilder
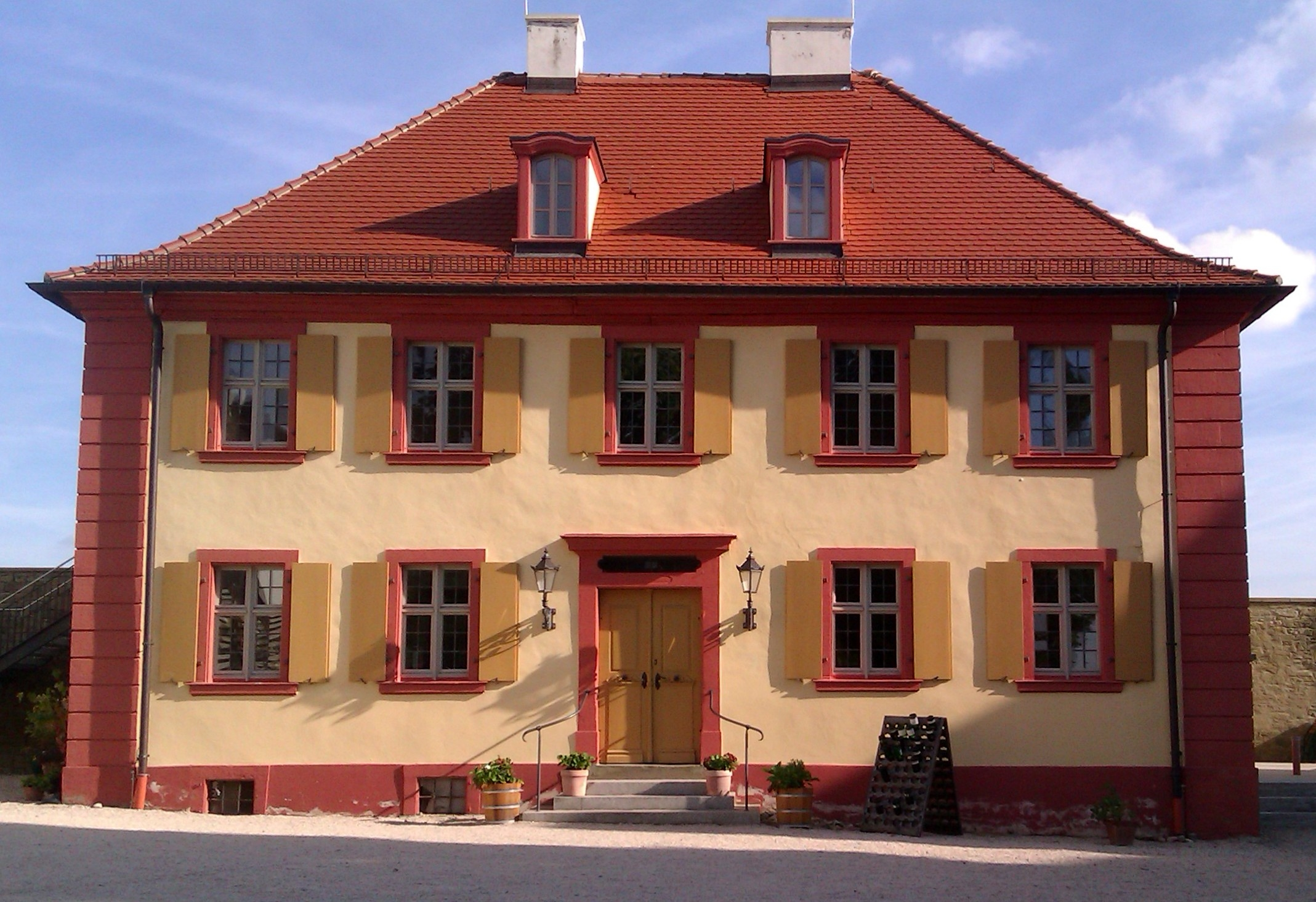
Amtshaus weitere Bilder

Schloß Frankenberg 3: Wirtschaftshof, großer Vierseithof, angelegt im 15. Jh., nach Brand neu errichtet 1703–05. Aktennummer: D-5-75-179-6.
- Wohnhaus (Lage), zweigeschossiger Massivbau mit Krüppelwalmdach, dendro.dat. 1703, Aufstockung 1907; an der Westseite des Wirtschaftshofes
- Stall (Lage), erdgeschossiger Massivbau mit Satteldach, dendro.dat. 1793; südlich an das Wohnhaus angebaut
- Mauerreste von Ökonomiegebäuden (Lage), 18. Jh.; an der Süd- und Ostseite des Wirtschaftshofes
- Mauerrest eines Ökonomiegebäudes (Lage), zweigeschossig, Mitte 16. Jh., Veränderung Ende 18. Jh.; an der Nordseite des Wirtschaftshofes
- Ökonomiegebäude (Lage), zweigeschossiger Massivbau mit Satteldach, 1925; an der Nordseite des Wirtschaftshofes;

## Ehemalige Baudenkmäler
In diesem Abschnitt sind Objekte aufgeführt, die früher einmal in der Denkmalliste eingetragen waren, jetzt aber nicht mehr. Objekte, die in anderem Zusammenhang – also z. B. als Teil eines Baudenkmals – weiter eingetragen sind, sollen hier nicht aufgeführt werden. Aktennummern in diesem Abschnitt sind ehemalige, jetzt nicht mehr gültige Aktennummern.

| Lage                        | Objekt         | Beschreibung                                    | Akten-Nr.     | Bild |
| --------------------------- | -------------- | ----------------------------------------------- | ------------- | ---- |
| Reusch Reusch 68 (Standort) | Satteldachhaus | Eingeschossig, Fachwerk, Anfang 19. Jahrhundert | D-5-75-179-19 | BW   |

## Abgegangene Baudenkmäler
In diesem Abschnitt sind Objekte aufgeführt, die früher einmal in der Denkmalliste eingetragen waren, jetzt aber nicht mehr existieren, z. B. weil sie abgebrochen wurden. Aktennummern in diesem Abschnitt sind ehemalige, jetzt nicht mehr gültige Aktennummern.

| Lage                                | Objekt        | Beschreibung | Akten-Nr.     | Bild |
| ----------------------------------- | ------------- | --- | ------------- | ---- |
| Weigenheim Marktstraße 8 (Standort) | Wohnstallhaus | Frackdachhaus mit Walm, Erdgeschoss teils massiv aus Sandsteinquadern, Fachwerkobergeschoss verputzt, erste Hälfte 18. Jahrhundert | D-5-75-179-35 | BW   |